# Патрік Гренвіль
Патрі́к Гренві́ль, Патрік Ґренвіль (фр. Patrick Grainville; 1 червня 1947, Вілле-сюр-Мер) — французький письменник, лауреат Гонкурівської премії, член Французької академії з 2018 року.

## Біографія
Народився 1 червня 1947 у Вілле-сюр-Мер, неподалік від міста Довіль (Нормандія), де його батько обіймав посаду мера. Середню освіту здобував у Довілі, Кані та Парижі (Ліцей Генріха IV). Навчався в Сорбонні. 1972 року опублікував свій перший роман «Руно» («La Toison») у видавництві Ґаллімар. Працював вчителем французької мови і літератури в ліцеї імені Еваріста Ґалуа в Сартрувілі. Пізніше працював літературним критиком для гадети «Ле Монд».
Романи Гранвіля мають багато фантастичних та міфологічних елементів. Гранвіль також займається живописом і нерідко шукає в живописі натхнення для своєї літератруної праці.
Роман Гранвіля «Les Flamboyants» відхилило видавництво Ґаллімар, де вийшли друком його перші два романи, й вийшов у видавництві Сей. У романі йдеться про екзотичного африканського правителя-тирана Токора та його європейського гостя. Тема Африки, де Гранвіль часто бував, також присутня в інших його книжках.
Тривалий час Патрік Гранвіль входив до журі Премії Медічі.

## Романи
- La Toison, Gallimard, 1972
- La Lisière, Gallimard, 1973
- L'Abîme, Gallimard, 1974
- Les Flamboyants, Éditions du Seuil, 1976 (Гонкурівська премія)
- La Diane rousse, Éditions du Seuil, 1978
- Le Dernier viking, Éditions du Seuil, 1982
- L'Ombre de la bête, Balland, 1981
- Les Forteresses noires, Seuil, 1982
- La Caverne céleste, Éditions du Seuil, 1984
- Le Paradis des Orages, le Grand livre du mois, 1986
- L'Atelier du peintre, Éditions du Seuil, 1988
- L'Orgie, la Neige, le Grand livre du mois, 1990 (Prix Guillaume le Conquérant der Société des auteurs de Normandie).
- Colère, Éditions du Seuil, 1992
- Les anges et les faucons: roman, Éditions du Seuil, 1994
- Le Lien, Éditions du Seuil, 1996
- Le Tyran éternel, Seuil, 1998
- Le Jour de la fin du monde une femme me cache, 2001
- L'Atlantique et les Amants, 2002
- La Joie d'Aurélie, Seuil, 2004
- La Main blessée, 2005
- Lumière du rat, 2008
- Le Baiser de la pieuvre, 2010
- Le Corps immense du président Mao, 2011
- Bison 2014 (Grand prix Palatine)
- Le Démon de la vie, 2016
- Falaise des fous, 2018